# Chrysopogon hackelii
Chrysopogon hackelii är en gräsart som först beskrevs av Joseph Dalton Hooker, och fick sitt nu gällande namn av Cecil Ernest Claude Fischer. Chrysopogon hackelii ingår i släktet Chrysopogon och familjen gräs. Inga underarter finns listade i Catalogue of Life.